# Phil Daniels
Philip William Daniels, född 25 oktober 1958 i Islington, London, är en brittisk skådespelare. Daniels spelar rollen som Kevin Wicks i TV-serien EastEnders.

## Filmografi (filmer som haft svensk premiär)
- 1976 - Bugsy Malone - kypare som spiller spaghetti (ej krediterad)
- 1978 - Den vilda klassen - Stewart
- 1979 - Quadrophenia - James "Jimmy" Cooper
- 1979 - Revolt - Richards
- 1979 - Striden i gryningen - pojken Pullen
- 1980 - Breaking Glass - Danny
- 1983 - Under tiden - Mark
- 1984 - Allt är möjligt - Terry the Boxer
- 1985 - Frankensteins brud - Bela
- 1998 - Still Crazy - Neil Gaydon
- 2000 - Flykten från hönsgården - Fetcher
- 2006 - Free Jimmy - Gaz